# Mirko Mosr
Miroslav „Mirko“ Mosr (* 4. Februar 1997) ist ein luxemburgischer Eishockeyspieler, der seit 2012 beim IHC Beaufort spielt. Seit 2016 nimmt er mit der Mannschaft an der belgischen National League Division I teil.

## Karriere
Mirko Mosr begann seine Karriere als Eishockeyspieler beim IHC Beaufort. Zunächst spielte er für die zweite Mannschaft des Klubs aus dem Kanton Echternach in der luxemburgischen Liga. Mit der ersten Mannschaft spielte er von 2013 bis 2016 in der Rheinland-Pfalz-Liga, einer regionalen Spielklasse der fünften Leistungsstufe in Deutschland. Seit 2016 tritt er mit dem Team in der belgischen National League Division I, der zweithöchsten Spielklasse des Landes, an.

### International
Für Luxemburg debütierte Mosr bei der Weltmeisterschaft 2017, als der Aufstieg aus der Division III in die Division II gelang. Dort spielte er dann bei der Weltmeisterschaft 2018. Aber auch seine drei Tore gegen Israel, Neuseeland und Mexiko konnten den direkten Wiederabstieg nicht verhindern. Bei den Weltmeisterschaften 2019 und 2022 spielte er daraufhin wieder in der Division III. Zudem vertrat er seine Farben bei der Olympiaqualifikation für die Winterspiele in Peking 2022.

## Erfolge und Auszeichnungen
- 2017 Aufstieg in die Division II, Gruppe B, bei der Weltmeisterschaft der Division III